# Новоюласка
Новоюласка — село в Красногвардейском районе Оренбургской области России. Административный центр и единственный населённый пункт Новоюласенского сельсовета.

## География
Село находится в северо-западной части Оренбургской области, в пределах возвышенности Общий Сырт, в степной зоне, на берегах реки Юласки, на расстоянии примерно 17 километров (по прямой) к северо-востоку от села Плешаново, административного центра района. Абсолютная высота — 215 метров над уровнем моря.
Климат
Климат характеризуется как резко континентальный с продолжительной морозной зимой и относительно коротким жарким сухим летом. Средняя температура воздуха самого тёплого месяца (июля) — 21 °C; самого холодного (января) — −15 °C. Продолжительность безморозного периода составляет 130 дней. Среднегодовое количество атмосферных осадков составляет 320 мм, из которых 228 мм выпадает в тёплый период. Снежный покров держится в течение 145—150 дней.
Часовой пояс
Село Новоюласка, как и вся Оренбургская область, находится в часовой зоне МСК+2. Смещение применяемого времени относительно UTC составляет +5:00.

## Население
| 2010 | 2012 | 2013 | 2014 | 2015 | 2016 | 2017 |
| ---- | ---- | ---- | ---- | ---- | ---- | ---- |
| 471  | ↘445 | ↘444 | ↘435 | ↘423 | ↘415 | ↗419 |
| 2018 | 2019 | 2020 | 2021 |      |      |      |
| ↘406 | ↘390 | ↘379 | ↘368 |      |      |      |

Половой состав
По данным Всероссийской переписи населения 2010 года в половой структуре населения мужчины составляли 46,9 %, женщины — соответственно 53,1 %.
Национальный состав
Согласно результатам переписи 2002 года, в национальной структуре населения русские составляли 53 % из 594 чел., украинцы — 36 %.